# Tonhi Terenzi
Tonhi Terenzi (* 16. března 1969 Janov, Itálie) je bývalý italský sportovní šermíř, který se specializoval na šerm šavlí. Itálii reprezentoval v devadesátých letech. Na olympijských hrách startoval v roce 1992, 1996, 2000 a (2004) v soutěži jednotlivců a družstev. V soutěži jednotlivců postoupil na olympijských hrách 2000 do čtvrtfinále. V roce 1990, 1993 a 1995 obsadil třetí místo na mistrovství světa v soutěži jednotlivců. S italským družstvem šavlistů vybojoval na olympijských hrách 1996 bronzovou olympijskou medaili. V roce 1995 vybojoval s družstvem titul mistra světa a v roce 1998 skončil s družstvem na druhém místě na mistrovství Evropy. V roce 2004 byl na olympijských hrách náhradníkem stříbrného družstva šavlistů, ale do bojů přímo nezasáhl a stříbrnou olympijskou medaili fyzicky nezískal.